# Calefactor

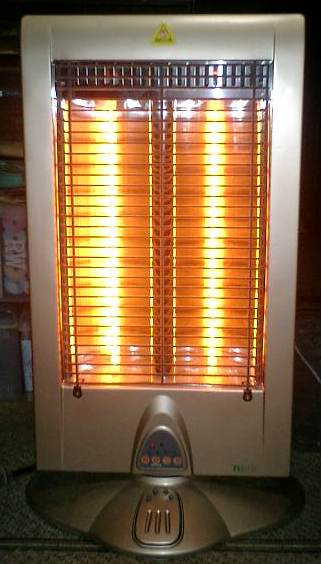
Calefactor halogen.

El calefactor és un aparell -normalment elèctric- que proporciona a una estada un flux ràpid d'aire calent continu mitjançant un radiador que genera una font de calor (i de vegades un ventilador) que escalfa ràpidament l'aire i el reparteix pel lloc on es troba.

## El calefactor elèctric
Un calefactor elèctric és un dispositiu que produeix energia calorífica a partir de l'elèctrica. El tipus més difós és el calefactor elèctric "resistiu", on la generació de la calor es deu a l'Efecte Joule.
Altres calefactors elèctrics menys coneguts són els "termoelèctrics", que intercanvien calor mitjançant un sistema més complicat: l'Efecte Peltier.
Serveix per obtenir calor d'una forma còmoda, ràpida i elegant. Entre les aplicacions més conegudes de l'efecte Joule es tenen els elements de les estufes per escalfar l'ambient, els filaments dels assecadors per als cabells, les resistències de les planxes per a la roba, els fogonets o fogons de les cuines, les resistències de torradores i forns industrials, els escalfadors en els bullidors d'aigua i fermentadors, els filferros per evitar la congelació en refrigeradors i l'entelament en vidres de les finestres del darrere d'automòbils, els calefactors en peixeres i hivernacles, i moltíssimes aplicacions més.

## Funcionament
Els calefactors resistius generen calor proporcionalment al quadrat del corrent elèctric que flueix a través d'ells. Aquesta relació és coneguda com a Llei de Joule.
Els materials conductors (metalls i aliatges) no són "conductors perfectes", sinó que tenen una resistivitat elèctrica al pas del corrent elèctric. L'energia que es perd en la conducció es dissipa en forma de calor. La resistivitat és un desavantatge quan cal transportar energia elèctrica, però és desitjable quan es busca generar calor.
L'explicació microscòpica, però "clàssica", és que en haver-hi una diferència de potencial entre els extrems d'un fil conductor hi ha un camp elèctric a l'interior del material. Aquest camp accelera les càrregues lliures del material, fins que aquestes xoquen (frenant) amb algun dels ions fixos en la xarxa cristal·lina que forma el conductor. En aquests xocs, les càrregues cedeixen la seva energia cinètica als ions de la xarxa, el que correspon a una dissipació de calor des del material al medi que l'envolta.
A major temperatura hi ha major agitació en els ions de la xarxa. Això fa que sigui major l'espai on es mouen i, llavors, major la freqüència dels xocs de les càrregues amb els ions. Per tant, la resistivitat en els conductors metàl·lics augmenta amb la temperatura. El valor d'aquesta resistivitat depèn del tipus d'àtoms del metall, als seus enllaços, a la quantitat i tipus d'impureses, i a altres defectes com els deguts a la deformació mecànica durant la fabricació i el conformat del conductor.

### Transmissió de la calor generada en el conductor
Per evitar que es fongui el conductor, cal transferir la calor generada per efecte Joule. Per millorar aquesta transmissió tèrmica, en general els calefactors tenen major àrea o superfície de contacte amb el medi que els envolta. Depenent de l'aplicació, la calor es transfereix en una o més de les 3 formes possibles:
- Per conducció (bullidors, planxes, desentelar, etc.)
- Per convecció (assecadors de cabell, escalfadors d'aire, etc.)
- Per radiació (torradores, estufes de quars, etc.)

### Construcció
Si les pèrdues de calor a l'ambient fossin menors que els watts generats per efecte Joule, la temperatura seguiria augmentant i el conductor podria arribar a fondre's. Per tant, en el disseny de calefactors (que treballen entre uns 50 i 1150 °C aproximadament) és important calcular bé l'equilibri tèrmic en el filament, que el control de temperatura funcioni bé, i considerar materials que no siguin tan bons conductors, que no es fonguin, oxidin ni fracturin a la temperatura i atmosfera de treball, i la resistivitat canviï molt poc amb la temperatura.
El conjunt d'aliatges per calefactors (Nichrome, Chromax, Constanta i Nickel-Cobri-Zinc) es denominen "materials resistius".